# Диброва (Коростенский район)
Диброва (укр. Діброва) — село на Украине, основано в 1881 году, находится в Коростенской городской общине Житомирской области.
Код КОАТУУ — 1822385603. Население по переписи 2001 года составляет 148 человек. Почтовый индекс — 11546. Телефонный код — 4142. Занимает площадь 0,838 км².